# Tin Ujević
Augustin "Tin" Ujević (5 de julio de 1891 - 12 de noviembre de 1955), fue un destacado poeta croata, considerado como uno de los más importantes poetas en lengua croata de toda la historia.
Cuando Ujević era joven, pensaba dedicar su vida a la política, pero después de haber estado envuelto en varias actividades relacionadas con el nacionalismo de Yugoslavia entre los años de 1912 y 1916, se olvidó de involucrarse dentro de política y comenzó una vida con estilo bohemio, desarrollando así un gran interés por la literatura. 
Ujević distinguía sus trabajos en 3 campos distintos: la traducción, el ensayo y el folletín; además de la poesía, que fue el género literario en el que más se enfocó, y también el género que lo hizo sobresalir en la literatura en lengua croata. Años después, publicó varios libros de ensayos y de poesía escritos por el mismo.
Tradujo a croata numerosas obras de diversos autores, como Walt Whitman, Marcel Proust o Joseph Conrad.

## Obras
- Lelek sebra/ El llanto de un esclavo(1920)
- Kolajna/ Collar (1926)
- Skalpel kaosa/ El bisturí del caos(1938)
- Žedan kamen na studencu/ La piedra sedienta en el pozo(1954)
- Auto na korzu/ Coche en la calle